# 吉田綾
吉田綾（よしだ あや）は日本の外交官。在香港日本国総領事館領事。

## 来歴
福岡県直方市出身。京都大学法学部卒業。京大法学部在学中に外務公務員一種試験を合格。1995年 外務省入省。1998年6月からアマースト大学へ留学。2000年6月 アマースト大学（米国史を専攻）修了。2010年8月 在インド日本国大使館参事官。2013年8月 国際協力局機構変動課気候変動交渉官。気候変動交渉を担当。2016年8月 国際エネルギー機関アジア太平洋パートナーシップ課長。2019年7月24日 国際協力局地球規模課題総括課長。2021年11月29日 在香港日本国総領事館領事。

## 略歴
- 1995年4月 - 外務省入省。
- 1998年6月 - 留学（アマースト大学）。
- 2002年 - 中東アフリカ局中東第一課長補佐[2]。
- 2006年 - 北米局北米第二課長補佐[3]。
- 2008年 - アジア大洋州局南部アジア部南西アジア課首席事務官[3]。
- 2010年8月 - 在インド日本国大使館参事官。
- 2013年8月 - 国際協力局機構変動課気候変動交渉官。
- 2016年8月 - 国際エネルギー機関アジア太平洋パートナーシップ課長。
- 2019年7月24日 - 国際協力局地球規模課題総括課長[4]。
- 2021年11月29日 - 在香港日本国総領事館領事。